# Aeródromo Arquilhué
El Aeródromo Arquilhue (OACI: SCFU), es un terminal aéreo ubicado junto a la localidad de Arquilhue en la comuna de Futrono, Provincia del Ranco, Región de Los Ríos, Chile. Es de propiedad privada.